# Prismatomeris kinabaluensis
Prismatomeris kinabaluensis är en måreväxtart som beskrevs av Jan Thomas Johansson. Prismatomeris kinabaluensis ingår i släktet Prismatomeris och familjen måreväxter. Inga underarter finns listade i Catalogue of Life.